# Divizia Națională 2004-2005
La Divizia Națională 2004-2005 è stata la 14ª edizione della massima serie del campionato di calcio moldavo disputato tra il 14 agosto 2004 e il 12 giugno 2005 e concluso con la vittoria dello Sheriff Tiraspol, al suo quinto titolo.

## Formula
Nessuna variazione rispetto all'edizione precedente: il campionato consisteva in un doppio girone all'italiana per un totale di 28 partite. L'ultima classificata retrocedette mentre la penultima spareggiò contro la seconda classificata della Divizia A.
Le squadre partecipanti alle coppe europee furono quattro: la squadra campione si qualificò alla UEFA Champions League 2005-2006, la seconda classificata e la vincitrice della coppa nazionale alla Coppa UEFA 2005-2006 e una quarta squadra fu ammessa alla Coppa Intertoto 2005.

## Squadre
| Squadra                | Città    | Stadio | Stagione 2003-2004   |
| ---------------------- | -------- | ------ | -------------------- |
| Steaua Chișinău        | Chișinău |        | Divizia A            |
| Unisport-Auto Chișinău | Chișinău |        | 7°                   |
| Dacia Chișinău         | Chișinău |        | 5°                   |
| Tiligul-Tiras Tiraspol | Tiraspol |        | 6°                   |
| Zimbru Chișinău        | Chișinău |        | 3°                   |
| Nistru Otaci           | Otaci    |        | 2°                   |
| Sheriff Tiraspol       | Tiraspol |        | Campione di Moldavia |
| FC Tiraspol            | Tiraspol |        | 4°                   |

## Classifica finale
|  | Pos. | Squadra                | Pt | G  | V  | N | P  | GF | GS | DR  |
|  | ---- | ---------------------- | -- | -- | -- | - | -- | -- | -- | --- |
|  | 1.   | Sheriff Tiraspol       | 70 | 28 | 22 | 4 | 2  | 54 | 12 | +42 |
|  | 2.   | Nistru Otaci           | 54 | 28 | 17 | 3 | 8  | 51 | 27 | +24 |
|  | 3.   | Dacia Chișinău         | 45 | 28 | 14 | 3 | 11 | 38 | 31 | +7  |
|  | 4.   | Tiraspol               | 44 | 28 | 12 | 8 | 8  | 41 | 23 | +18 |
|  | 5.   | Zimbru Chișinău        | 43 | 28 | 12 | 7 | 9  | 29 | 15 | +14 |
|  | 6.   | Tiligul-Tiras Tiraspol | 41 | 28 | 11 | 8 | 9  | 32 | 27 | +5  |
|  | 7.   | Unisport-Auto Chișinău | 14 | 28 | 3  | 5 | 20 | 16 | 51 | -35 |
|  | 8.   | Steaua Chișinău        | 4  | 28 | 0  | 4 | 24 | 8  | 83 | -75 |

Legenda:

      Campione di Moldavia
      Qualificata alla Coppa UEFA
      Qualificata alla Coppa Intertoto
      Ammessa allo spareggio
      Retrocessa in Divizia A
Note:

Tre punti a vittoria, uno a pareggio, zero a sconfitta.

### Spareggio
Per il terzo anno consecutivo lo spareggio per aggiudicarsi l'ultimo posto disponibile nella massima serie dell'anno successivo fu disputato tra Unisport-Auto Chișinău e Politehnica Chișinău. Vinse quest'ultima 4-0 dopo i tempi supplementari conquistando così la promozione.
|  | Politehnica Chișinău | 4 – 0 | Unisport-Auto Chișinău |  |

## Verdetti
- Campione: Sheriff Tiraspol, qualificato alla UEFA Champions League
- Qualificato alla Coppa UEFA: Dacia Chișinău, Nistru Otaci
- Qualificato alla Coppa Intertoto: Tiligul-Tiras Tiraspol
- Retrocesse in Divizia "A": Unisport-Auto Chișinău, Steaua Chișinău

## Capocannonieri
|   | Giocatore        | Club             | Gol |
| - | ---------------- | ---------------- | --- |
| 1 | Cătalin Lichioiu | Nistru Otaci     | 16  |
| 2 | Andrei Nesteruk  | FC Tiraspol      | 14  |
| 3 | Răzvan Cociș     | Sheriff Tiraspol | 12  |
| 4 | Serghei Jăpălău  | Dacia Chișinău   | 10  |